# Nana (capo Apache)
Nana (in Tchihende Kas-tziden; 1810 circa – 1896) fu un capo (nantan) della sottodivisione Warm Springs degli Tchihende, cioè i Mimbreños, divisione degli Apache "centrali" (Tchihende, Chiricahua e Ndendahe).

## Vita
Egli combatté in gioventù e in età matura agli ordini dei grandi capi Tchihende Mangas Coloradas (capo diretto della sottodivisione "Coppermine" Mimbreño e capo principale dei Tchihende) e Cuchillo Negro (capo diretto della sottodivisione "Warm Springs" Mimbreño, alla quale anche Nana apparteneva, e secondo capo per importanza dei Tchihende). Una figlia - o, secondo altra versione, una nipote - di Mahko (ultimo capo supremo degli Ndendahe Apaches e presunto nonno di Geronimo), Nahdoste, divenne la moglie principale di Nana, all'epoca capo di guerra emergente fra i Mimbreños.
Guerriero rinomato e infaticabile anche in tarda età, egli partecipò con un ruolo di primo piano alle vicende belliche e alla guerriglia Apache, insieme ai coetanei Cochise (capo degli Tsokanende o Chiricahuas) e Delgadito (successore di Mangas Coloradas come capo dei "Coppermine" Mimbreños), e ai più giovani Victorio, Loco, Juh, Chihuahua, Geronimo, Mangus, Naiche fino all'ultima resa nel 1886. Tuttavia, non divenne il capo principale degli "Warm Springs" Mimbreños, succedendo a Cuchillo Negro, poiché, nel frattempo, il più giovane Victorio, genero dello stesso Mangas Coloradas, aveva raggiunto fama e prestigio anche superiori in grazia delle sue straordinarie doti di guerriero e condottiero, diventando capo degli "Warm Springs" Mimbreños a tutti gli effetti e prevalendo anche sul nuovo capo principale dei "Coppermine" Mimbreños, il coraggioso e astuto, ma meno bellicoso e abile stratega, Loco, come capo principale di tutti i Mimbreños. Nana, sposato con una donna Mescalero (Iyutahende o Sehende, divisioni degli Apache "orientali"), fu molto considerato anche dai Mescaleros, che si unirono a lui in molte spedizioni e lo ospitarono sempre di buon grado nella riserva presso Fort Stanton.
Nell'ottobre 1870 fu riunito a Cañada Alamosa un concilio di 22 capi Apache, con circa 800 indiani, Mescaleros, Mimbreños, Chiricahuas, Coyoteros, ecc., con l'intervento di Loco, Victorio, Nana e, finalmente, Cochise; l'agente indiano William F.M. Arny si fece sostenitore della creazione di una riserva per i Mimbreños, i Mogollones (= Ndendahes?), i Chiricahuas, i "Gilas" e i Coyoteros, compilando nel novembre (nel rapporto destinato al Commissario per gli Affari Indiani) una lista di ipotesi di allocazione (Camp Thomas - già Camp Mogollon -, Rio Gila, Rio Mimbres, Cañada Alamosa, Fort Stanton, Fort Tularosa) e individuando poi preferenzialmente Tularosa; nel gennaio 1871 Victorio, Nana e Loco rifiutarono l'invito a recarsi a Washington; comunque, nel settembre-ottobre 1871 la popolazione Apache di Ojo Caliente ammontava a circa 1200 persone, guidate da Victorio, Loco e Nana (o dai capi di bande provenienti da altre zone, come Geronimo), ma nel dicembre la banda di Nana lasciò la riserva e, all'inizio del 1872, avendo concordato con Santana, Cadete, San Juan e Caballero l'ospitalità per i Mimbreños, si trasferì a Fort Stanton, nella riserva dei Mescaleros; nel 1872, al seguito di Nana e suo genero Hiaska, confluirono nella riserva dei Mescaleros 310 Mimbreños (poi aumentati a circa 400 dopo lo sgombero della propria riserva) fuggiti da Cañada Alamosa. Nell'estate 1873 Nana, con Victorio e Loco, rientrò a Ojo Caliente. Nell'aprile 1877, cogliendo il pretesto dell'ospitalità garantita a Geronimo, le autorità militari procedettero all'arresto di Victorio, Loco e Nana, scarcerandoli soltanto dopo l'impegno a trasferirsi a San Carlos. Rifugiatosi nuovamente nella riserva Mescalero, Nana si unì a Victorio dopo la sua evasione da San Carlos nell'agosto 1879.
Non avendo partecipato alla battaglia perché lontano dal campo (insieme a Mangus) in quanto impegnato in una spedizione per razziare munizioni, divenne capo dei resti della gente di Victorio dopo la morte di costui a Tres Castillos il 14 ottobre 1880. Dopo la morte di Victorio (del quale, nel frattempo, aveva sposato una sorella maggiore, forse vedova), l'anziano ma indomabile Nana unì le proprie forze a quelle del proprio genero, Geronimo, e di Juh. Memorabile è la scorreria compiuta da Nana, con 15 guerrieri Mimbreños e 25 Mescaleros (probabilmente reduci della banda di Alsate), attraverso il Texas e il Nuovo Messico nell'estate 1881: Nana condusse i suoi sulla Sierra Madre, avendo combattuto otto battaglie senza essere mai sconfitto, uccidendo da 30 a 50 nemici e catturando due donne e non meno di 200 cavalli, tornando in Messico con un migliaio di soldati (18 compagnie dell'esercito, compresa il 9º Cavalleria) impegnati a dargli la caccia mentre, per precauzione, centinaia di soldati a cavallo erano mandati a sorvegliare la riserva di San Carlos.